# Alexandrijská deklarace

Logo organizace IFLA

Alexandrijská deklarace je dokument zabývající se informační gramotností a celoživotním vzděláváním. Deklarace byla přijata 9. listopadu 2005 na konferenci knihovníků organizace IFLA (International Federation of Library Associations and Institutions) v Alexandrijské knihovně v Egyptě za účasti zástupců ze 17 zemí a s podporou organizací UNESCO, NFIL (the National Forum on Information Literacy) a IFLA. Lokace i datum přijetí deklarace byly zvoleny na počest naleziště alexandrijského majáku Faros.

## Význam deklarace
Alexandrijská deklarace jednak definuje informační gramotnost, jednak žádá vlády a mezivládní organizace, aby se zabývaly strategiemi a investicemi na podporu informační gramotnosti a celoživotního vzdělávání jako společenských hodnot.
Deklarace zdůrazňuje, že informační gramotnost je klíčovým prvkem celoživotního vzdělávání, které umožňuje jednotlivcům, komunitám a národům dosahovat svých cílů a využívat nových příležitostí v globálním prostředí. Celoživotní učení je podle dokumentu považováno za prostředek k řešení technologických, ekonomických a sociálních problémů, vyrovnává rozdíly a napomáhá pokroku směrem k celkové prosperitě.

## Definice informační gramotnosti

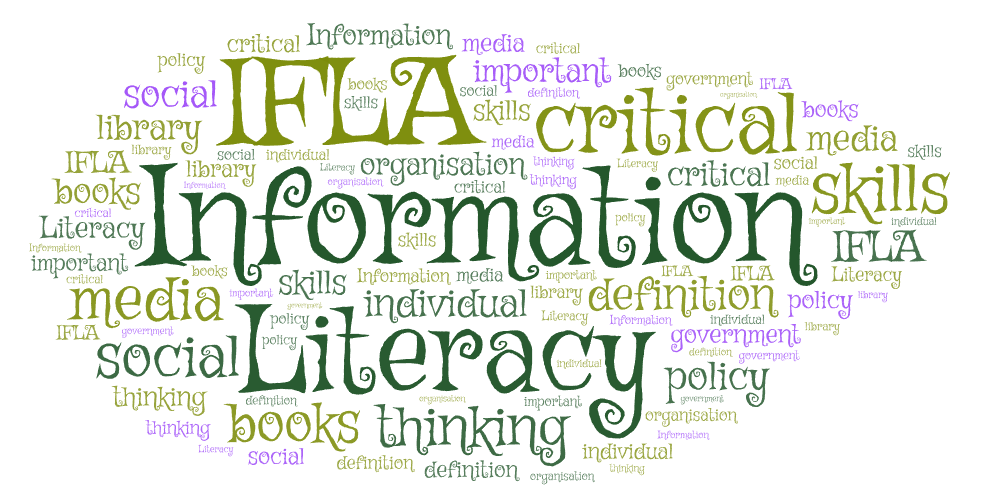
Word cloud slova informační gramotnost

Alexandrijská deklarace uvádí, že informační gramotnost se vztahuje na všechny informační kompetence, které se uplatňují v různých pracovních a společenských kontextech. Informační gramotnost nelze oddělit od pracovního nebo osobního života, neboť se prolíná všemi sférami lidského života.
Informační gramotnost je dle Alexandrijské deklarace definována v několika bodech:
- představuje soubor kompetencí pro rozpoznávání informačních potřeb a pro vyhledávání, vyhodnocování, používání a vytváření informací v rámci kulturních a sociálních souvislostech,
- má zásadní význam pro konkurenceschopnost jednotlivců, podniků (zejména malých a středních), regionů a národů,
- je klíčem k efektivnímu přístupu k informacím, využívání informací a vytváření informačního obsahu na podporu hospodářského rozvoje, vzdělávání, zdravotnictví a služeb pro občany a dalších aspektů současné společnosti; je tedy nezbytným základem pro splnění cílů Deklarace tisíciletí a Světového summitu o informační společnosti,
- přesahuje rámec současných technologií tím, že zahrnuje učení, kritické myšlení a interpretační dovednosti ve všech oborech a posiluje postavení jednotlivců a komunit.[2]

Kromě charakteristiky IFLA je relevantní i definice knihovnické organizace ALA (American Library Association), která v roce 1989 vymezila informační gramotnost jako schopnost: "rozpoznat, kdy jsou informace potřebné, a mít schopnost vyhledávat, vyhodnocovat a efektivně využívat potřebné informace."

## Výzvy pro vlády a organizace
Dokument vyzývá vlády i mezivládní organizace, aby konkrétními kroky podporovaly rozvoj informační gramotnosti a celoživotního vzdělávání. Těmito kroky jsou:
- regionální a tematická setkání pro přijetí strategií informační gramotnosti a celoživotního učení v regionech a sociálních a hospodářských odvětvích,
- profesní rozvoj pracovníků ve školství, knihovnách, informačních službách, archivech, zdravotnictví a veřejných službách z hlediska teoretických znalostí. a praktických dovedností v oblasti informační gramotnosti a celoživotního učení,
- začlenění informační gramotnosti do základního a dalšího vzdělávání v klíčových ekonomických odvětvích, při tvorbě vládních strategií, ve státní správě a také do praxe poradců v obchodu, průmyslu a zemědělství,
- programy na zvýšení zaměstnanosti a podnikatelských schopností žen a znevýhodněných občanů včetně přistěhovalců, pracovníků na částečný úvazek, nezaměstnaných a nedostatečně zaměstnaných,
- uznání celoživotního vzdělávání a informační gramotnosti jako klíčových principů pro rozvoj kompetencí, které jsou nezbytné pro akreditaci všech programů vzdělávání a odborné přípravy.[2]